# George Montagu, 8. Duke of Manchester

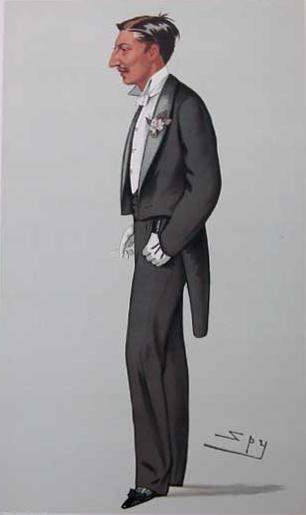
George Montagu, 8. Duke of Manchester

George Victor Drogo Montagu, 8. Duke of Manchester (* 17. Juni 1853 in London; † 18. August 1892 auf Tandragee Castle in County Armagh) war ein britischer Aristokrat und Politiker. 

## Leben
George Montagu war der älteste Sohn von fünf Kindern des Politikers William Montagu, 7. Duke of Manchester (1823–1890) und seiner Ehefrau Luise Friederike Auguste Gräfin von Alten (1832–1879), eine Tochter des Grafen Viktor von Alten und der Hermine de Schminke. 
Am 22. Mai 1876 heiratete er in der Grace Church in New York City die kubanisch-amerikanische Erbin Doña María Consuelo Yznaga del Valle (1859–1909), eine Tochter des reichen Diplomaten Don Antonia Yznaga del Valle und der Ellen Clements. Aus dieser wohlkalkulierten Ehe, die gleichwohl glücklich verlaufen sein soll, gingen drei Kinder hervor, Sohn William Angus Drogo (1877–1947) sowie die Zwillingstöchter Jacqueline Mary Alva († 1895) und Alice Eleanor Louise († 1900).   
Zwischen 1877 und 1880 war Montagu Abgeordneter im House of Commons für die Grafschaft Huntingdonshire. Abgesehen von seiner politischen Karriere erreichte er auch den Rang eines Captain bei den Royal Irish Fusiliers. Nach dem Tod seines Vaters im Jahre 1890 erbte er den Titel und einen Sitz im House of Lords.

## Name in verschiedenen Lebensphasen
- 1853–1855 George Montagu, Lord Kimbolton
- 1855–1890 George Montagu, Viscount Mandeville
- 1890–1892 George Montagu, 8. Duke of Manchester

## Erwähnenswertes
- Die Familie Montagu stammt von Robert von Mortain (1031–1090) aus dem Haus Conteville, einem Halbbruder des ersten normannischen Königs Wilhelm der Eroberer, ab.